# Regalecus kinoi
Regalecus kinoi är en fiskart som beskrevs av Castro-aguirre, Arvizu-martinez och Alarcón-gonzalez, 1991. Regalecus kinoi ingår i släktet Regalecus och familjen sillkungfiskar. Inga underarter finns listade i Catalogue of Life.